# سیکورسکی اچ-۱۹ چیکساو
سیکورسکی اچ-۱۹ چیکساو (شماره مدل شرکت S-55) یک هلیکوپتر چند منظوره بود که توسط نیروی زمینی و نیروی هوایی ایالات متحده استفاده می‌شد. این هواپیما همچنین توسط وستلند ایرکرفت به عنوان وستلند ولویند در انگلستان ساخته شد. مدل‌های نیروی دریایی و گارد ساحلی ایالات متحده HO4S و مدل‌های مربوط به تفنگداران دریایی ایالات متحده HRS تعیین شدند. در سال ۱۹۶۲، نسخه‌های نیروی دریایی ایالات متحده، گارد ساحلی و تفنگداران دریایی ایالات متحده، همگی به عنوان H-19 مانند همتایان نیروی زمینی و نیروی هوایی ایالات متحده طراحی مجدد شدند.

## مشخصات فنی (UH-19C)
داده‌ها از U.S. Army Aircraft Since 1947
ویژگی‌های عمومی
- خدمه: 2
- ظرفیت: ده سرباز یا هشت برانکارد
- طول: ۴۲ فوت ۲ اینچ (۱۲٫۸۵ متر) طول بدنه بدون احتساب روتورهای دم و اصلی
- ارتفاع: ۱۳ فوت ۴ اینچ (۴٫۰۶ متر)
- وزن خالی: ۴٬۷۹۵ پوند (۲٬۱۷۵ کیلوگرم)
- وزن ناخالص: ۷٬۵۰۰ پوند (۳٬۴۰۲ کیلوگرم)
- پیشرانه: ۱ عدد موتور ۹ سیلندر پیستونی شعاعی هوا خنک پرت اند ویتنی آر-۱۳۴۰ واسپ-۵۷, ۶۰۰ اسب بخار (۴۵۰ کیلووات)
- قطر روتور اصلی:  ۵۳ فوت (۱۶ متر)
- مساحت روتور اصلی: ۲٬۲۰۶ فوت مربع (۲۰۴٫۹ متر مربع)
- قطر روتور دم: ۸ فوت ۸ اینچ (۲٫۶۴ متر)

عملکرد
- حداکثر سرعت: ۱۰۱ مایل بر ساعت (۱۶۳ کیلومتر بر ساعت، ۸۸ گره)
- سرعت کروز: ۸۵ مایل بر ساعت (۱۳۷ کیلومتر بر ساعت، ۷۴ گره)
- بُرد: ۴۵۰ مایل (۷۲۰ کیلومتر، ۳۹۰ مایل دریایی)
- حداکثر ارتفاع: ۱۰٬۵۰۰ فوت (۳٬۲۰۰ متر)

### کتابشناسی - فهرست کتب
- Duke, R.A. , Helicopter Operations in Algeria [Trans. French], Dept. of the Army (1959)
- Elliott, Bryn (January–February 1999). "On the Beat: The First 60 Years of Britain's Air Police". Air Enthusiast (79): 68–75. ISSN 0143-5450.
- France, Operations Research Group, Report of the Operations Research Mission on H-21 Helicopter Dept. of the Army (1957)
- Harding, Stephen. U.S. Army Aircraft Since 1947, Shrewsbury, UK: Airlife Publishing (1990). شابک ‎۱−۸۵۳۱۰−۱۰۲−۸ISBN 1-85310-102-8.
- Riley, David, French Helicopter Operations in Algeria, Marine Corps Gazette, February 1958, pp.  21–26.
- Shrader, Charles R. , The First Helicopter War: Logistics and Mobility in Algeria, 1954–1962, Westport, Connecticut: Praeger Publishers (1999)
- Sonck, Jean-Pierre (January 2002). "1964: l'ONU au Congo" [The United Nations in the Congo, 1964]. Avions: Toute l'Aéronautique et son histoire (به فرانسوی) (106): 31–36. ISSN 1243-8650.
- Sonck, Jean-Pierre (February 2002). "1964: l'ONU au Congo". Avions: Toute l'Aéronautique et son histoire (به فرانسوی) (107): 33–38. ISSN 1243-8650.
- Spenser, Jay P. , Whirlybirds: A History of the U.S. Helicopter Pioneers, Seattle, Washington: University of Washington Press (1998)

## جهت مطالعه
- Núñez Padin, Jorge Felix; Cicalesi, Juan Carlos (2011).  Núñez Padin, Jorge Felix (ed.). Sikorsky S-55/H-19 & S-58/T. Serie en Argentina (به اسپانیایی). Vol. 6. Bahía Blanca, Argentina: Fuerzas Aeronavales. ISBN 978-987-1682-13-3. Archived from the original on 27 August 2014. Retrieved 24 August 2014.